# Sinochasea trigyna
Sinochasea trigyna là một loài thực vật có hoa trong họ Hòa thảo. Loài này được Keng miêu tả khoa học đầu tiên năm 1958.